# Offener Mehrzweck-Schüttgutfrachter
Der Offene Mehrzweck-Schüttgutfrachter (englisch Open hatch bulk carrier) ist ein Schiffstyp, mit dem gleichzeitig Massenstückgüter, Massengut-Ladungen (Bulk), sowie teilweise auch Container transportiert werden können.

## Einzelheiten
Offene Mehrzweck-Schüttgutfrachter sind eine Unterart des Massengutschiffes mit Doppelhülle, boxförmigem Laderaum und vollem Decksöffnungsgrad. Durch ihre Auslegung als offenes Schiff ohne Unterstau bieten sie die Möglichkeit des vertikalen Zugangs zum kompletten Laderaum, was den Transport von Schüttgütern, Projektladungen sowie verschiedenen Massenstückgütern, beispielsweise Forstprodukte wie Holz, Zellulose oder Papier oder Stahlerzeugnisse sowie beim ConBulk-Schiff auch den Transport von Containern ermöglicht. Für den Ladungsumschlag verfügen Schiffe dieser Art normalerweise entweder über Kräne oder Portalkräne. Ein Teil der Schiffe wird auf festen Routen, häufig mit unpaarigen Ladungsaufkommen eingesetzt, der größere Teil der Schiffe ist normalerweise jedoch in der Trampschifffahrt beschäftigt.
Die weltweit ersten offenen Mehrzweck-Schüttgutfrachter waren die 1962 und 1963 abgelieferten Schiffe Besseggen und Rondeggen der norwegischen Reederei Chris Østberg. Sie wurden speziell für den Transport von Pressedruckpapier entworfen und bei der Werft Kaldnes Mekaniske Verksted in Tønsberg gebaut.